# تناجر مقنع
تناجر مقنع (الاسم العلمي: Tangara nigrocincta)، هو نوع من الطيور يتبع فصيلة التناجر ضمن رتبة العصفوريات.